# Mykonos-Attentat
Mykonos-Attentat bezeichnet üblicherweise den Mordanschlag vom 17. September 1992 im griechischen Restaurant Mykonos in der Prager Straße 2 A in Berlin-Wilmersdorf, bei dem vier iranische Exilpolitiker kurdischer Abstammung im Auftrag des iranischen Geheimdienstes VEVAK erschossen sowie ein weiterer Gast und der Wirt schwer verletzt wurden.

## Opfer
Bei den Getöteten handelte es sich um den Generalsekretär der Demokratischen Partei des Iranischen Kurdistans (DPK-I) Sadegh Scharafkandi, den Repräsentanten der als sozialdemokratisch eingestuften Partei in Frankreich Fattah Abdoli, den Repräsentanten der Partei in Deutschland Homayoun Ardalan, und den Dolmetscher Nouri Dehkordi. Sie waren als Gäste eines Kongresses der Sozialistischen Internationale auf Einladung von Björn Engholm zu Besuch in Berlin. Knapp dem Attentat entgangen war Mehran Barati, ein führender iranischer Oppositionspolitiker, später stellvertretender Generalsekretär eines Ende 2019 zur geordneten Abschaffung der Islamischen Republik gebildeten „Rats zur Regulierung des Übergangs“.

## Täter
Drahtzieher des Attentats war der seit Beginn der 1980er Jahre in der Bundesrepublik lebende Iraner Kazem Darabi. Er spähte Gegner des Teheraner Regimes aus und leitete die Berliner Filiale der Terrororganisation Hisbollah. Die Mörder trafen sich zu Absprachen in einer Moschee in Berlin-Kreuzberg und in Darabis Wohnung in der Detmolder Straße. Die Bekämpfung der Opfer war von dem damaligen Minister für Nachrichtendienste und Sicherheitsangelegenheiten der Islamischen Republik Iran, Ali Fallahian, angekündigt worden, nachdem schon der Vorgänger im Amt des Vorsitzes der Demokratischen Partei Kurdistan-Iran, Abdul Rahman Ghassemlou, 1989 in Wien ermordet worden war. Gegen den von Interpol gesuchten Ali Fallahian bestanden Haftbefehle Deutschlands, der Schweiz und Argentiniens wegen Mordes. Mohammed Atris sowie zwei weitere vom Berliner Kammergericht verurteilte Libanesen werden der Hisbollah zugerechnet. Offensichtlich spannten iranische Stellen Hisbollah-Mitglieder oder Sympathisanten für ihre Zwecke ein, ohne dass die Führung der libanesischen Schiiten-Miliz in Beirut immer eingeweiht war.

## Prozess
Nach dreieinhalbjährigem Prozess verurteilte das Berliner Kammergericht unter Vorsitz von Frithjof Kubsch im April 1997 Darabi und den Libanesen Abbas Rhayel wegen Mordes mit besonderer Schwere der Schuld zu lebenslanger Freiheitsstrafe. Die Libanesen Youssef Amin und Mohamed Atris wurden wegen Beihilfe zum Mord verurteilt. Die wichtigste Person und Leiter der Operation war der Iraner Abdol-Raham Bani-Haschemi, der den Beteiligten nur unter dem Pseudonym Sharif bekannt gewesen war. Er flüchtete unmittelbar nach der Tat über die Türkei nach Iran und konnte so lange einer Strafverfolgung entgehen. Die Urteile stellten klar, dass der Mordauftrag von staatlichen iranischen Stellen erteilt worden war und der oberste Rechtsgelehrte Seyyed Ali Chamenei sowie der ehemalige Staatspräsident Ali Akbar Hāschemi Rafsandschāni über das Attentat vorab informiert waren.
Der Prozess lotete die Einflusssphären von Exekutive und Jurisdiktion in der Bundesrepublik aus, da – so Norbert Siegmund – die bundesdeutsche Regierung, insbesondere der damalige Staatsminister im Bundeskanzleramt Bernd Schmidbauer, die Islamische Republik Iran aus politisch-ökonomischen Gründen anfangs ganz aus dem Prozess heraushalten wollte und deswegen beweiskräftige Informationen zurückhielt. Gericht und der Vertreter der Bundesanwaltschaft, Bruno Jost, konnten zum Teil nur mit Kunstgriffen – so Norbert Siegmund – vorliegende, aber nicht verwertbare Informationen als Beweise für Staatsterrorismus in den Prozess einführen. Der damalige Generalbundesanwalt Alexander von Stahl sah in dem Prozess die Initialzündung für seine spätere Entlassung. Erstmals wurde in der bundesdeutschen Justizgeschichte eine Anklageerhebung des Generalbundesanwalts vor der Unterschrift an verschiedene Ministerien geschickt.

## Untersuchungsausschuss
Im Frühjahr 1993 wurde ein Untersuchungsausschuss des Berliner Abgeordnetenhauses zum Mykonos-Attentat ins Leben gerufen, der fast zweieinhalb Jahre lang zu klären versuchte, warum der spätere Hauptangeklagte Kazem Darabi vom Berliner Verfassungsschutz vor dem blutigen Anschlag nicht überwacht worden war.

## Gedenktafel

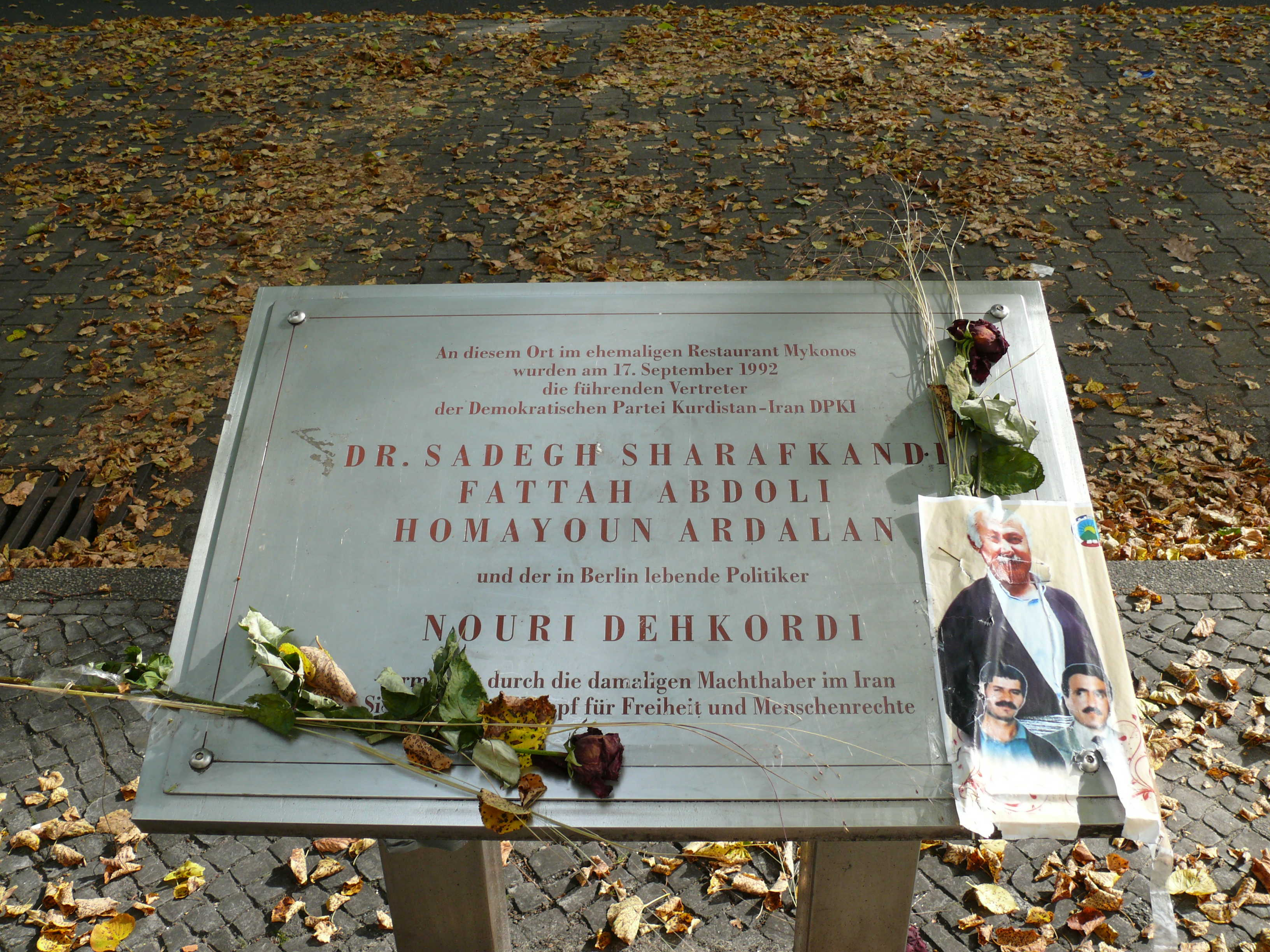
Gedenktafel für die Opfer des Berliner Mykonos-Attentats

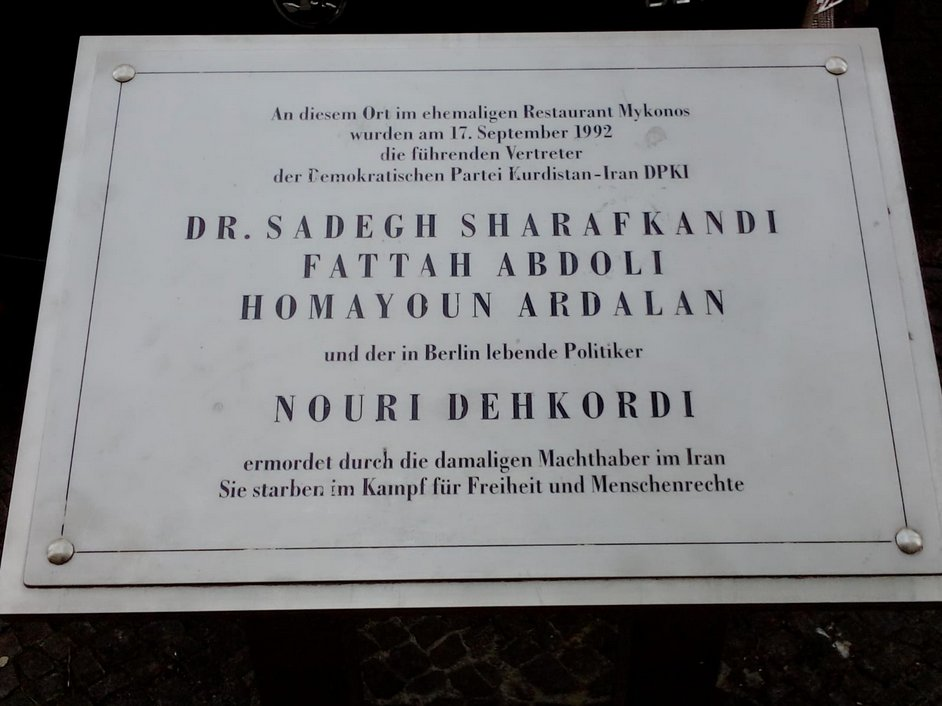
2017 rekonstruierte Gedenktafel für die erste, 2017 zerstörte Gedenktafel, Foto aus dem April 2019

Seit dem 20. April 2004 erinnert eine Gedenktafel am Anschlagsort an die Opfer, was im Vorfeld zu Protesten aus der Islamischen Republik führte. So schrieb der damalige Bürgermeister Teherans und spätere Präsident Irans, Mahmud Ahmadineschad, 2004 an seinen Berliner Amtskollegen Klaus Wowereit einen Brief, in dem er die Gedenktafel als Beleidigung Irans bezeichnete.

## Freilassung zweier Täter
Am 11. Oktober 2007 entschied der Generalbundesanwalt beim Bundesgerichtshof, dass der zu lebenslanger Freiheitsstrafe verurteilte Attentäter und Hauptdrahtzieher Kazem Darabi im Dezember 2007 – trotz der vom Gericht festgestellten besonderen Schwere der Schuld – nach 15 Jahren Haft freigelassen wird, wobei von einem Tauschgeschäft mit dem in Iran inhaftierten Donald Klein ausgegangen wird. Ein Vorhaben, das Iran bereits 1999 mit der Verhaftung des Hamburger Geschäftsmanns Helmut Hofer zu erreichen versucht hatte. Die Abschiebung Darabis erfolgte am 10. Dezember 2007. Am Tag danach beteuerte er in Teheran erneut seine Unschuld.